# Grubbsovy katalyzátory
Grubbsovy katalyzátory jsou organické sloučeniny patřící mezi komplexy přechodných kovů, používané jako katalyzátory metateze olefinů; objevil je chemik Robert H. Grubbs. Bylo vyvinuto několik generací těchto katalyzátorů.
Grubbsovy katalyzátory mohou být použity na mnoho různých funkčních skupin na alkenových substrátech i ve velkém počtu rouzdílných rozpouštědel a jsou na vzduchu stabilní.
Díky těmto vlastnostem našly Grubbsovy katalyzátory široké využití v organické syntéze.
Robert H. Grubbs byl za rozvoj metatezních reakcí oceněn v roce 2005 Nobelovou cenou za chemii, tu společně s ním získali také Richard Schrock a Yves Chauvin.

## Katalyzátor první generace
V 60. letech 20. století bylo zjištěno, že chlorid ruthenitý může katalyzovat metatezi olefinů a byly vytvořeny průmyslové procesy využívající tento objev. Tyto špatně definované, ale vysoce aktivní homogenní katalyzátory se poté začaly využívat průmyslově. První dobře definovaný katalyzátor založený na rutheniu byl popsán v roce 1992. Tento katalyzátor byl připraven z RuCl2(PPh3)4 a difenylcyklopropenu.
V roce 1995 nísledoval objev sloučeniny nyní známé jako Grubbsův katalyzátor první generace. Připravuje se z RuCl2(PPh3)3, fenyldiazomethanu a tricyklohexylfosfinu.
Grubbsův katalyzátor první generace se stal prvním vytvořeným dobře definovaným katalyzátorem založeným na rutheniu a je také prekurzorem ostatních katalyzátorů Grubbsova typu.

## Katalyzátor druhé generace
Grubbsův katalyzátor druhé generace má stejné využití v organické syntéze jako katalyzátor první generace, ovšem vyznačuje se vyšší aktivitou. Je odolný vůči vlhkosti a stabilní na vzduchu, díky čemuž se v laboratoři snadněji skladuje.
Krátce před objevem Grubbsova katalyzátoru druhé generace byl nezávisle na sobě třemi různými týmy objeven katalyzátor odvozený od nenasyceného N-heterocyklického karbenu (1,3-bis(2,4,6-trimethylfenyl)imidazolu). Následně Grubbs oznámil objev katalyzátoru druhé generace odvozeného od nasyceného N-heterocyklického karbenu (1,3-bis(2,4,6-trimethylfenyl)dihydroimidazolu):
U nasycených i nenasycených katalytických komplexů je fosfinový ligand nahrazen N-heterocyklickým karbenem, který se vyskytuje i u všech odvozených katalyzátorů.
Katalyzátory první i druhé generace jsou komerčně dostupné, stejně jako mnoho derivátů katalyzátoru druhé generace.

## Hoveydovy–Grubbsovy katalyzátory
U Hoveydových–Grubbsových katalyzátorů jsou na benzylidenové ligandy navázané chelatující ortho-isopropoxyskupiny napojené na benzenové kruhy. O-isopropoxybenzylidenová skupina bývá někdy nazývaná Hoveydův chelát. Chelatující atom kyslíku nahrazuje fosfinový ligand Grubbsova katalyzátoru druhé generace, což mu dodává úplně nefosfinovou strukturu. Hoveydův–Grubbsův katalyzátor první generace byl popsán roku 1999, o rok později popsaly dva týmy téměř současně Hoveydův–Grubbsův katalyzátor druhé generace. Hoveydovy–Grubbsovy katalyzátory jsou dražší a pomaleji iniciují reakce než příslušné Grubbsovy katalyzátory, ovšem díky lepší stabilitě se také používají často. Změnou sterických a elektronových vlastností chelátu lze ovlivňovat rychlost iniciace. Hoveydovy–Grubbsovy katalyzátory se snadno připravují z odpovídajících Grubbsových katalyzátorů adicí chelatujícího ligandu a látky zachytávající fosfinové skupiny, jako je například chlorid měďný:
Hoveydovy–Grubbovy katalyzátory druhé generace lze také získat z Hoveydova–Grubbsova katalyzátoru první generace adicí N-heterocyklického karbenu:
V jedné studii byl připraven ve vpdě rozpustný Grubbsův katalyzátor připojením polyethylenglykolového řetězce na imidazolidinovou skupinu.
Tento katalyzátor se používá při metatezních reakcích s uzavíráním kruhu dienů s připojenými amonnými solemi (díky čemuž jsou rozpustné ve vodě) ve vodném prostředí.

## Grubbsovy katalyzátory třetí generace (rychle iniciující katalyzátory)
Rychlost reakcí využívajících Grubbsovy katalyzátory lze změnit nahrazením fosfinových ligandů méně stabilními pyridinovými ligandy. Při použití 3-brompyridinu probíhá iniciace více než milionkrát rychleji.
Používají se pyridinové i 3-brompyridinové ligandy, přičemž bromovaný je 4,8krát nestabilnější, což vede k ještě rychlejším iniciacím.
Katalyzátor se obvykle izoluje jako dvoupyridinový komplex, jeden pyridin se však ztrácí při rozpouštění a vratně inhibuje rutheniové centrum.
Hlavní využití rychle iniciujících katalyzátorů je při iniciaci polymerizací metatezemi s otevíráním kruhu. Díky této užitečnosti se rychle iniciující katalyzátory někdy označují jako Grubbsovy katalyzátory třetí generace.
Vysoká rychlost iniciace oproti rychlosti propagace umožňuje využití těchto katalyzátorů při žįvých polymerizacích, přičemž vznikají polymery s nízkou polydisperzitou.

## Použití
Grubbsovy katalyzátory se používají při metatezích olefinů. Při průmyslovém využití metateze olefinů se většinou používají heterogenní katalyzátory nebo katalytické systémy založené na chloridu ruthenitém.